# Willy Tramm
Willy Franz Hermann Tramm  (* 11. Februar 1901; † unbekannt) war ein deutscher Jurist.

## Werdegang
Tramm studierte an der Universität Greifswald und promovierte 1926 mit einer Schrift zum Thema Der grobe Unfug (Rst GB. [par] 360 Ziffer 11 zweiter Halbsatz). Der promovierte Jurist war während der Zeit des Nationalsozialismus Staatsanwalt für politische Strafsachen im Reichsjustizministerium. Nach dem Zweiten Weltkrieg war er Präsident des Amtsgerichts Düsseldorf.

## Ehrungen
- 1966: Großes Verdienstkreuz der Bundesrepublik Deutschland